# And Your Dream Comes True
«And Your Dream Comes True» es una canción a cappella escrita por Brian Wilson y Mike Love para el grupo de rock estadounidense The Beach Boys. Fue editada en su álbum de estudio Summer Days (and Summer Nights!!) de 1965.

## Grabación
El 7 de julio de 1963, Brian Wilson archivó un derecho de autor para una canción tentativamente llamada "Baa Baa Black Sheep" con una melodía basada en la canción de cuna. La canción más tarde se convirtió en "And Your Dream Comes True". Aunque la canción tiene poco más de un minuto, se grabó en cinco secciones (cada una con doble seguimiento) y se editaron juntas. La compilación Hawthorne, CA presenta parte del proceso de grabación de esta canción (la canción "Wish That Could Could Stay"), así como una versión estéreo.
"And Your Dream Comes True" es una de las dos canciones de Summer Days (and Summer Nights!!) que nunca fueron interpretadas en vivo por The Beach Boys (la otra es "Girl Don't Tell Me"). Sin embargo, la canción fue interpretada por Brian Wilson como solista en varias ocasiones.

## Créditos
The Beach Boys
- Al Jardine – voz
- Mike Love – voz
- Brian Wilson – voz
- Dennis Wilson – voz
- Carl Wilson – voz
- Bruce Johnston – voz

Personal de producción
- Chuck Britz – ingeniero de sonido